# Dialectes italiens médians
Pour les articles homonymes, voir Dialectes italiens.

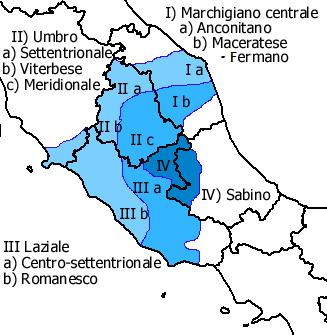
Dialectes en Italie centrale

Dialectes italiens médians est un terme qui définit, pour certains romanistes,,,, un continuum linguistique de parlers romans qui sont différents, mais possèdent des caractéristiques phonétiques et syntaxiques communes, localisés en Italie centrale, Latium, Ombrie, dans le centre des Marches, le sud de la Toscane et une partie orientale des Abruzzes.
D'autres romanistes les regroupent avec l'ensemble des dialectes plus méridionaux.

## Dialectes médians
Ils sont divisés en deux sous-groupes principaux identifiés par l'isoglosse Rome-Ancône:
- Groupe périmédien (plus proche du toscan et avec des caractéristiques romagnoles dans certaines zones): 
  - Dialectes de Tuscie (viterbais, maremmien et falisque).
  - Le moderne romanesco.
  - Dialectes du nord-ouest de l'Ombrie (pérugin, tifernate, eugubine, orviétan).
  - Dialectes des Ancône et ses environs (ancônetain).
- Groupe médian pur:
  - Tous les dialectes de transition le long de la ligne Rome-Ancône (assisien, osimano, todino, etc.).
  - Dialectes laziale centro-septentrional (romanesco traditionnel, dialectes des Castelli Romani, dialectes de la campagne romaine).
  - Dialectes sabins (riétin, aquilano).
  - Dialectes du sud-est de l'Ombrie et marchegens (ternate, Spoletain, folignate, maceratese, fermanais).